# Karlino
Karlino (udtale: [karˈlʲinɔ])   er en by i den nordlige del af voivodskabet Vestpommern i  den nordvestlige del af Polen. Byen  har 5.582(2021) indbyggere og et areal på 	9,21  km², og er en del af powiatet Białogard.

## Historie
Området blev en del af den nye polske stat under dens første hersker Mieszko 1. af Polen omkring 967. Landsbyen Karlino blev første gang nævnt i 1240, og Karlino var dengang en del af Prinsebiskopsrådet i Kamień Pomorski. Siden det 14. århundrede har biskopperne af Kamień Pomorski haft deres bolig i Karlino, som var deres ejendom.
I 1409 angreb Boguslaw 8., hertug af Słupsk og tidligere biskop af Kamień slottet og plyndrede byen under sin konflikt med biskopperne af Kamień. I 1500 blev byens gamle privilegier bekræftet.
Fra 1544 var den en del af Hertugdømmet Pommern. Byen har lidt under brande i 1556 og 1685. Under Trediveårskrigen, i 1643, brændte tropper fra Det Hellige Romerske Rige 24 huse ned. I 1653 gik det under Brandenburg-preussisk herredømme, og fra 1871 til 1945 var det også en del i Tyskland, administrativt beliggende i Pommerns provins. I 1761, under Syvårskrigen, beskød russerne byen. I vinteren 1838–1839, blev et skatkammer indeholdende guldbrakteater, solidi, ringe og armbånd fra migrationsperioden  opdaget ved et uheld.